# Beranuy
Beranuy (2011 előtt Veracruz, aragónul Beranui) egy község Spanyolországban, Huesca tartományban. Beranuy Laspaúles, Bonansa, Sopeira, Arén, Isábena és Torre la Ribera községekkel határos. Lakosainak száma 69 fő (2024).

## Népesség
A település lakosságának változását az alábbi diagram mutatja:
| Lakosok száma | 112  | 105  | 106  | 99   | 97   | 97   | 77   | 82   | 72   | 69   |
|               | 2001 | 2004 | 2007 | 2009 | 2012 | 2014 | 2017 | 2019 | 2022 | 2024 |